# Pèlerinage de la Sainte-Famille
 (avril 2024).
Le pèlerinage de la Sainte Famille est un circuit touristique égyptien mis en place en 2021 par le ministère du tourisme égyptien, retraçant les principales étapes de la Sainte Famille lors de sa fuite de Bethléem jusqu'en Égypte afin d’échapper à l’oppression du roi Hérode. Cet épisode de la vie du Christ est raconté par Matthieu et par Osée.
En janvier 2021, le ministère du tourisme égyptien a inauguré le circuit d'un pèlerinage intitulé « chemin de la Sainte Famille », qui entend suivre sur 350 kilomètres l’itinéraire qu’auraient parcouru Marie, Joseph et l’Enfant-Jésus lors de leur fuite dans le pays, depuis le Sinaï, dans le delta du Nil, jusqu’à la montagne sainte de Qosqam.
« C’est un mouvement commencé dans les années 2000, avec la visite du pape Jean-Paul II. Les autorités égyptiennes sont soucieuses d’apparaître comme des protagonistes des relations entre chrétiens et musulmans. Le régime se pose comme un défenseur de la minorité copte contre le fanatisme des Frères musulmans. Ce qui entraîne une grande adhésion de la minorité copte au pouvoir en place. »
En 2000, pour faire connaître ces « lieux saints », le ministère égyptien du tourisme vient d'éditer une brochure, rédigée sous le contrôle du pape Chénouda III.
Dans sa volonté de revigorer le tourisme archéologique ancien, le gouvernement s’est ainsi employé à restaurer un certain nombre de lieux liés au séjour de la Sainte Famille.
« Nos recherches ont mis en évidence l’existence de documents textuels et archéologiques, et de sanctuaires, sur de nombreux sites dès le IVe siècle, indique le professeur d’université Ashraf Sadek. Des travaux de restauration ont été entrepris depuis deux décennies à travers le pays. Le but en est d’obtenir la reconnaissance de ce «Chemin de la Sainte Famille» par l’UNESCO, dans la liste du Patrimoine mondial de l’humanité, au même titre que les «Chemins de Saint-Jacques de Compostelle. »
L’Église copte orthodoxe a été fondée au Ier siècle. Le christianisme s’est répandu très vite: au IIe siècle déjà, plus de la moitié du peuple égyptien était chrétien, les trois quarts au IIIe siècle et 99% au IVe. L’enthousiasme a été total, malgré la persécution romaine qui y fit plus de martyrs qu’à Rome.

## Principaux lieux commémorant le passage en Égypte de la Sainte Famille
Dans l’Égypte actuelle, une quarantaine de sites sont recensés comme faisant partie du chemin emprunté par la Sainte Famille, depuis des puits ayant servi à les désaltérer, aux grottes les ayant abrités, en passant par les nombreux monuments et églises construits en mémoire de leur passage.
Sainte Hélène, au IVe siècle fit construire des basiliques sur tous les lieux de la fuite en Egypte ; après les Lieux Saints en Palestine, les pèlerinages continuaient en « Terre sanctifiée », l’Égypte. Dans les manuels de pèlerinage, comme le guide écrit par la pèlerine Egérie au Ve siècle, après la Terre Sainte il y a la Terre sanctifiée. Jusqu’à la conquête arabo-musulmane, les pèlerins y venaient massivement.
« Certains sont les héritiers d’une tradition ancienne, remontant parfois au Ve siècle. D’autres sont plus récents, relevant d’une certaine émulation pour attirer les pèlerins », relève Christian Cannuyer (professeur à la faculté de théologie de Lille).
Le parcours a identifié les principales étapes.
- Farama : après la traversée du Sinaï, la ville de Farama (la Péluse romaine) marque l’entrée officielle en Egypte. Cette tradition est rapportée dans trois textes coptes anciens puis, au IXe siècle, par un moine pèlerin français, Bernard le Sage. Les archéologues y ont découvert de nombreuses églises bâties entre le IVe et le VIIe siècle qui témoignent, par leur taille, d’un culte d’une ampleur inexplicable par une autre raison.
- Boubastis : le deuxième point d’ancrage, dans le delta du Nil, Tell Basta (Boubatis) est attestée par quatre textes coptes qui évoquent la chaleur écrasante subie par la Sainte Famille et le puits creusé là par Joseph. La ville a été très tôt un centre chrétien, siège épiscopal dès le IIIe siècle. On y a découvert récemment un puits daté du Ier siècle de notre ère.
- Burullus : le point de passage suivant est Burullus et le monastère Sainte-Damienne, édifié à la fin du IIIe siècle. Il doit son nom à la moniale Damienne, martyrisée sous Dioclétien et portée sur les autels par le patriarche Alexandre (312-326). Depuis, les pèlerins viennent s’y recueillir, dans les trois églises d’époques différentes. Selon la tradition, c’est là que l’Enfant Jésus fit jaillir une source d’une pierre, avec son talon. Cette pierre appelée Bikka Issous (talon de Jésus) est aujourd’hui conservé à Sakha.
- Hieropolis : au sud du Delta, Al Mataria (l’antique Héliopolis) est connue pour ses baumiers, issus d’un premier arbre béni par l’Enfant Jésus et désormais appelé « Arbre de la Vierge ». Son huile permet de fabriquer le Saint Chrême[1].
- Dans le Vieux-Caire, parmi les nombreux sites reconnus, la crypte de l’église Saint-Serge enserre la grotte où ont vécu les fugitifs. Plus au sud, dans l'église de la Vierge du quartier de Maadi, on peut voir l’embarcadère d’où, selon la tradition attestée dès le IVe siècle, ils sont partis pour la Moyenne Égypte.
- Plus au sud, la vallée du Nil abrite le cœur de l’Égypte chrétienne: le monastère de Deir el Meimoun, où vécut saint Antoine, père du monachisme, puis Deir el Garnous où le village s'est développé à partir d'un monastère visité par la Sainte Famille en route vers Hermopolis. La légende raconte que Jésus a creusé un puits avec de l'eau qui guérissait toutes les maladies. L'église de la Sainte Vierge a été construite à l'emplacement de ce puits au VIe siècle (aujourd'hui en ruine, l'église moderne a été construite vers 1870, mais les vestiges de l'ancienne église sont toujours présents) ; une fête à laquelle participent des milliers de pèlerins est célébrée les 15 et 16 Mesori .
- mais surtout Bahnasa, l'Oxyrhynque grecque. Martyrisée sous Dioclétien puis rayonnante avec ses 360 églises, elle était la plus grande ville chrétienne avant la domination arabe. Des fragments de manuscrits du IIe siècle témoignent du développement précoce de sa foi, puis des écrits musulmans évoquent le passage de « Marie et son fils ». Parmi les documents chrétiens trouvés à Oxyrhynque, se trouve le plus ancien papyrus comportant un texte évangélique, le Papyrus Rylands 457, daté de l'an 125, qui reproduit une partie du chapitre 18 de l'Évangile selon Jean. D'autres fragments concernent les évangiles selon Matthieu 1 (IIIe siècle : pièce 3), 11-12 et 19 (IIIe siècle : pièces 2384, 2385) ; Marc (Ve et VIesiècles : pièce 3) Jean 1 et 20 (IIIe siècle : pièce 208), l'épître aux Romains 1 (IVe siècle : pièce 209), la première épître de Jean (IVe et Ve siècles : pièce 402), l'Apocalypse de Baruch (chapitres 12 à 14, IVe ou Ve siècle : pièce 403), l'évangile des Hébreux (IIIe siècle : pièce 655), le pasteur d'Hermas (IIIe ou IVe siècle : pièce 404), et un travail d'Irénée de Lyon (IIIe siècle : pièce 405). On trouve de nombreux fragments d'autres livres canoniques ainsi que des prières (fragment Oxyrhynchus 840 - (IIIe siècle et fragment Oxyrhynchus 1221 - (IVe siècle), des cantiques, et des lettres chrétiennes. Des fragments de l'Évangile selon Thomas, aussi connu sous le nom de paroles de Jésus sont présents sur le fragment 1654. On y a aussi découvert un portrait, qui pourrait représenter Jésus, datant du Ier siècle[4].
- Achmouneïn (Hermopolis Magna) est le lieu où convergent le plus de sources anciennes écrites dont celles conservées à la bibliothèque vaticane. Elles relatent les miracles de guérison faits par Jésus enfant et le futur martyre de ceux qui l’ont accueilli.
- L'Église de la Vierge Marie à Deir Al-Moharraq (Assiout). C’est là que la Sainte Famille s’est réfugiée dans une grotte, celle qui deviendra plus tard l’autel de l’église ancienne de la Sainte- Vierge, à l’ouest du monastère Deir Al-Moharraq. Ce lieu est saint au vrai sens du terme puisqu’il a accueilli la Sainte Famille pendant 185 jours consécutifs, le séjour le plus long sur la terre d’Egypte. Le monastère de Moharraq garde la mémoire de ce séjour, en lien avec la prophétie: « Ce jour-là, il y aura un autel au milieu de la terre d’Egypte » (Is 19,19). Deir el Morraraq est un monastère mais aussi le Grand séminaire de Moyenne Égypte, lieu de pèlerinage et haut-lieu théologique avec l’excellence du chant copte. Ils chantent la messe entièrement en copte.
- Deir Al-Moharraq est entouré de nombreuses églises. L’église de la Sainte-Vierge, Deir Al-Moharraq, mont Qosqam : trois appellations désignant un même lieu où la Sainte Famille s’est réfugiée dans une habitation en brique crue. Ce lieu était le plus sûr, un désert aride, non peuplé, concrétisant encore une fois la prophétie d’Isaïe : « En ce jour-là, l’Eternel aura un autel au milieu de l’Egypte, et une stèle sera dressée en l’honneur du Seigneur sur sa frontière » (Isaïe 19, 19). Quant à Qosqam, il est composé de Qos qui veut dire cimetière et Qam qui désigne les herbes dans la région destinées à être brûlées[5]. Cette grotte revêt une grande importance spirituelle, puisqu’elle a accueilli pendant six mois la Sainte Famille et c’est aussi dans cette grotte que l’Ange du Seigneur est apparu en songe à Joseph lui disant : « Lève-toi, prends le petit enfant et sa mère et va dans le pays d’Israël, car ceux qui en voulaient à la vie du petit enfant sont morts » (Matthieu 2, 20).
- Le mont Dronka. Empruntant un chemin menant un peu plus au sud, la Sainte Famille atteint Samallout. De là, elle traversa le Nil et arriva à Gabal Assiout ou Gabal Dronka. Le lieu fut béni et un couvent au nom de la Sainte Vierge, y fut bâti à 8 km au sud-ouest d’Assiout. Dronka était le lieu le plus sûr au retour de la Sainte Famille, car à l’heure de la crue du Nil, fuyant les inondations, les gens parcouraient 48 km de la route agricole pour atteindre le mont Dronka. Une escalade harassante avant de pouvoir prendre une embarcation sur le Nil.
- Gabal Al-Teir à Minya, ou montagne des oiseaux est ainsi appelée parce que des milliers d’oiseaux s’y rassemblent. Sur une falaise de calcaire au-dessus du Nil, il y a une église rupestre construite par sainte Hélène, autour d’une grotte où la Sainte famille avait séjourné. On y trouve aussi la pierre sur laquelle Marie pétrissait le pain, le puits d’où elle tirait l’eau, l’escalier emprunté pour monter du Nil jusqu’au mont.

## Inscription au patrimoine culturel immatériel de l’Unesco
Les festivités du voyage de la Sainte Famille en Égypte figurent désormais sur la liste du patrimoine culturel immatériel de l’Unesco. Les festivités associées au voyage de la Sainte Famille en Égypte commémorent la fuite de la Sainte Famille en Égypte.
Deux festivités sont organisées chaque année pour célébrer l’événement. La première, La fête de l’arrivée de la Sainte Famille en Égypte dure une journée et se tient au début du mois de juin. La deuxième, La Nativité de la Vierge Marie, est célébrée entre mai et août. Ces activités incluent des chants, des jeux traditionnels, des activités de peinture corporelle, des reconstitutions du voyage, des processions, des performances artistiques et le partage de spécialités culinaires traditionnelles.